# Ruisseaux de montagne en été et en automne
Ruisseaux de montagne en été et en automne est une paire de paravents à six panneaux de Kiitsu Suzuki représentant des ruisseaux de montagne dans un bois de cyprès du Japon. Celui de droite représente un paysage en été avec des lis dorés du Japon ; celui de gauche un paysage en automne avec un cerisier dont les feuilles jaunissent. Le contraste du bleu ou vert vif et de l'or de l'arrière-plan ainsi que le contraste entre la description simplifiée des ruisseaux et de l'écorce des arbres et celle très détaillée des lis et des feuilles de cerisier donnent une sensation vive et irréelle.
Cette paire de paravents, considérée comme le chef-d'œuvre de Kiitsu Suzuki, est conservée au musée Nezu à Tokyo.

## Source
Kōno Motoaki, Kiitsu Suzuki, Tokyo Bijutsu, 2015, pp. 30-33 (en japonais).